# Голл (округ, Джорджія)
Шаблон:StateAbbr_ 34°19′ пн. ш. 83°49′ зх. д. / 34.32° пн. ш. 83.82° зх. д.
Округ  Голл (англ. Hall County) — округ (графство) у штаті  Джорджія, США. Ідентифікатор округу 13139.

## Історія
Округ утворений 1818 року.

## Демографія
За даними перепису 
2000 року 
загальне населення округу становило 139277 осіб, зокрема міського населення було 93066, а сільського — 46211.
Серед мешканців округу чоловіків було 70884, а жінок — 68393. В окрузі було 47381 домогосподарство, 36021 родин, які мешкали в 51046 будинках.
Середній розмір родини становив 3,26.
Віковий розподіл населення поданий у таблиці:
| Стать    | До 15 років | 15-21 | 22-29 | 30-39 | 40-49 | 50-65 | 65-85 | Понад 85 |
| -------- | ----------- | ----- | ----- | ----- | ----- | ----- | ----- | -------- |
| Чоловіки | 16366       | 7844  | 9818  | 12079 | 9747  | 9664  | 5034  | 332      |
| Жінки    | 15304       | 6599  | 8441  | 10908 | 9403  | 10037 | 6695  | 1006     |

## Суміжні округи
- Вайт — північ
- Гейбершем — північний схід
- Бенкс — схід
- Джексон — південний схід
- Берроу — південь
- Гвіннетт — південний захід
- Форсайт — захід
- Доусон — північний захід
- Лампкін — північний захід

## Виноски
1. ↑  U.S. Decennial Census. United States Census Bureau. Архів оригіналу за 19 липня 2018. Процитовано 23 червня 2014.
2. ↑  Historical Census Browser. University of Virginia Library. Архів оригіналу за 11 серпня 2012. Процитовано 23 червня 2014.
3. ↑  Population of Counties by Decennial Census: 1900 to 1990. United States Census Bureau. Архів оригіналу за 2 лютого 2019. Процитовано 23 червня 2014.
4. ↑  Census 2000 PHC-T-4. Ranking Tables for Counties: 1990 and 2000 (PDF). United States Census Bureau. Архів оригіналу (PDF) за 18 грудня 2014. Процитовано 23 червня 2014.
5. ↑  State & County QuickFacts. United States Census Bureau. Архів оригіналу за 3 липня 2011. Процитовано 16 лютого 2014.(англ.) Наведено за англійською вікіпедією.
6. ↑  American FactFinder. Бюро перепису населення США. Архів оригіналу за 21 травня 2008. Процитовано 31 січня 2008.

| США | Це незавершена стаття з географії США. Ви можете допомогти проєкту, виправивши або дописавши її. |